# Сверташки
Сверташки, или гломериды (лат. Glomeridae) — семейство многоножек из отряда Glomerida.

## Описание

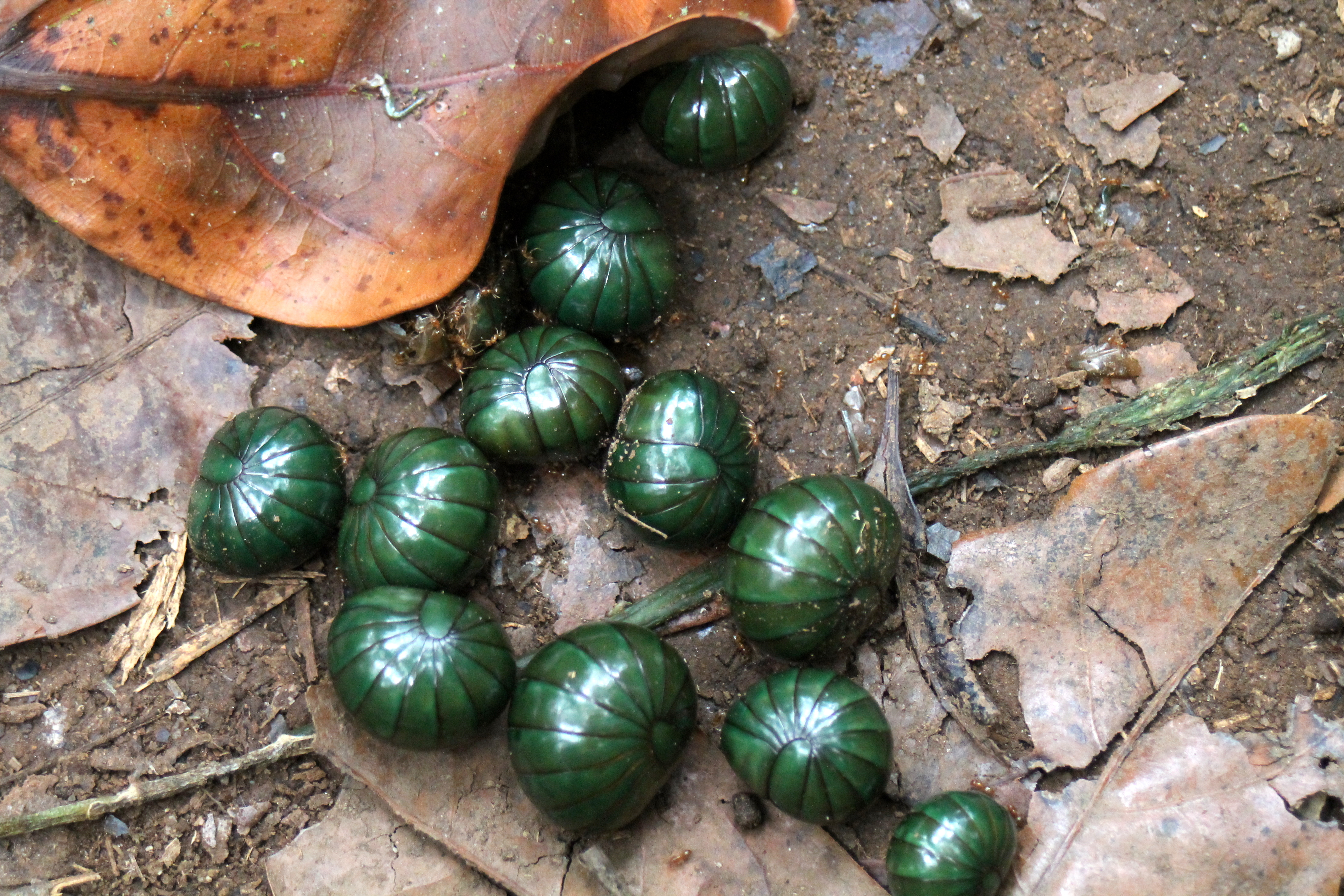
Свернувшиеся в шары сверташки Zoosphaerium neptunus (≡Sphaerotherium neptunus), Мадагаскар

Представители семейства характеризуются коротким и широким телом с твёрдым покровом, состоящим из 12—13 сегментов. Представители рода Клубовидка (Glomeris) распространены в Центральной и Южной Европе. Внешне напоминают мокриц, живут под камнями и опавшими листьями и питаются перегнившей листвой и мхом. Двигаются очень медленно; почуяв опасность, свёртываются в шар и в таком положении остаются долгое время.

## Классификация
- Apheromeris
- Apiomeris
- Armadillo
- Corsikomeris
- Dinoglomeris
- Epiromeris
- Euglomeris
- Eupeyerimhoffia
- Eurypleuromeris
- Geoglomeris
- Glomerellina
- Glomeris
- Glomeroides
- Gronovia
- Haploglomeris
- Hyleoglomeris
- Hyperglomeris
- Lamisca
- Loboglomeris
- Malayomeris
- Myrmecomeris
- Nesoglomeris
- Okeanomeris
- Onomeris
- Onychoglomeris
- Patriziomeris
- Peplomeris
- Perkeomeris
- Protoglomeris
- Rhopalomeris
- Rhyparomeris
- Schismaglomeris
- Sicilomeris
- Simplomeris
- Sonoromeris
- Spelaeoglomeris
- Speluncomeris
- Stenopleuromeris
- Strasseria
- Stygioglomeris
- Sundameris
- Trichoglomeris
- Trichomeris
- Trinacriomeris
- Xestoglomeris
- Zygethomeris

## Фото

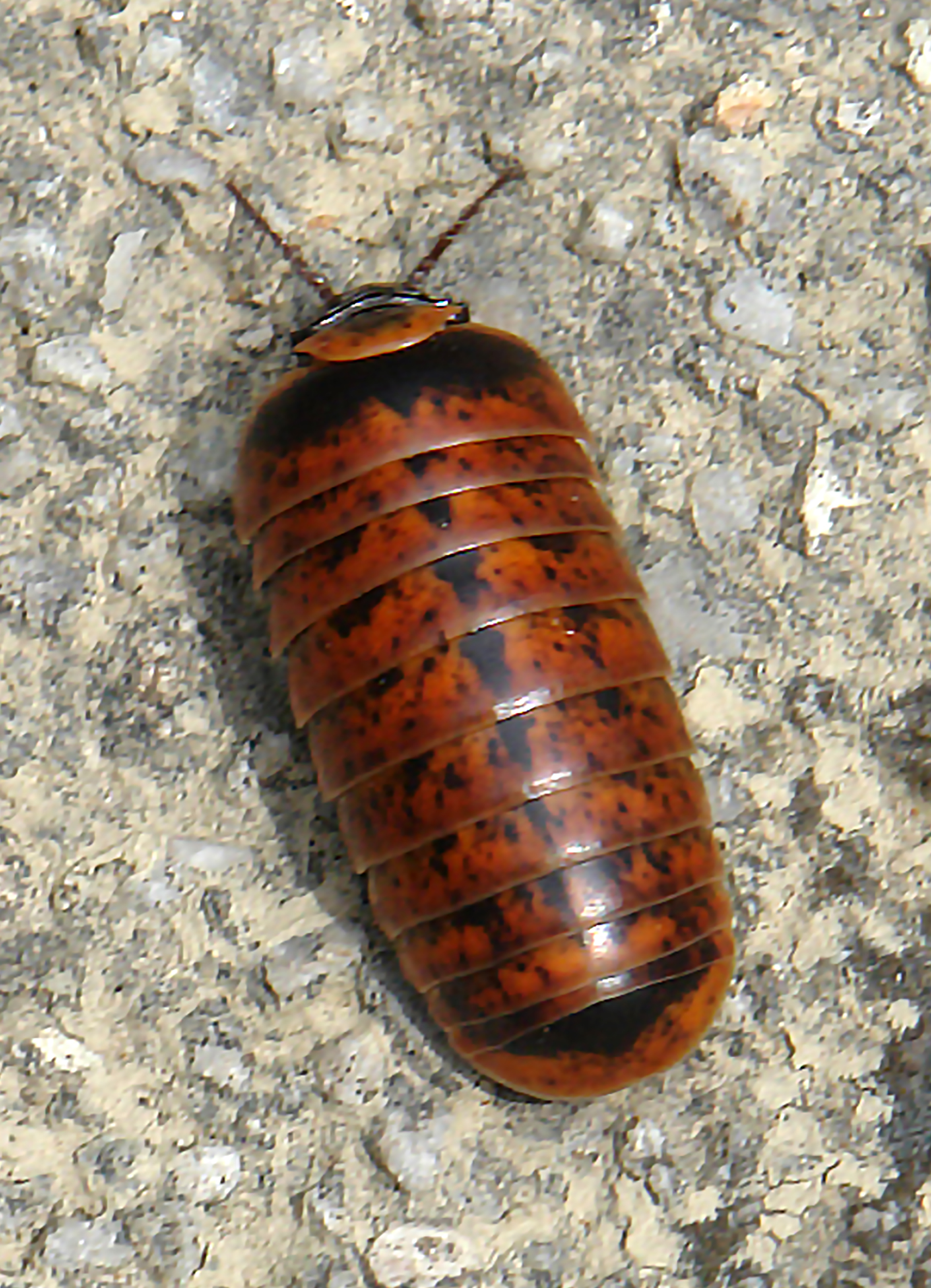
Glomeris klugii, северо-восток Италии
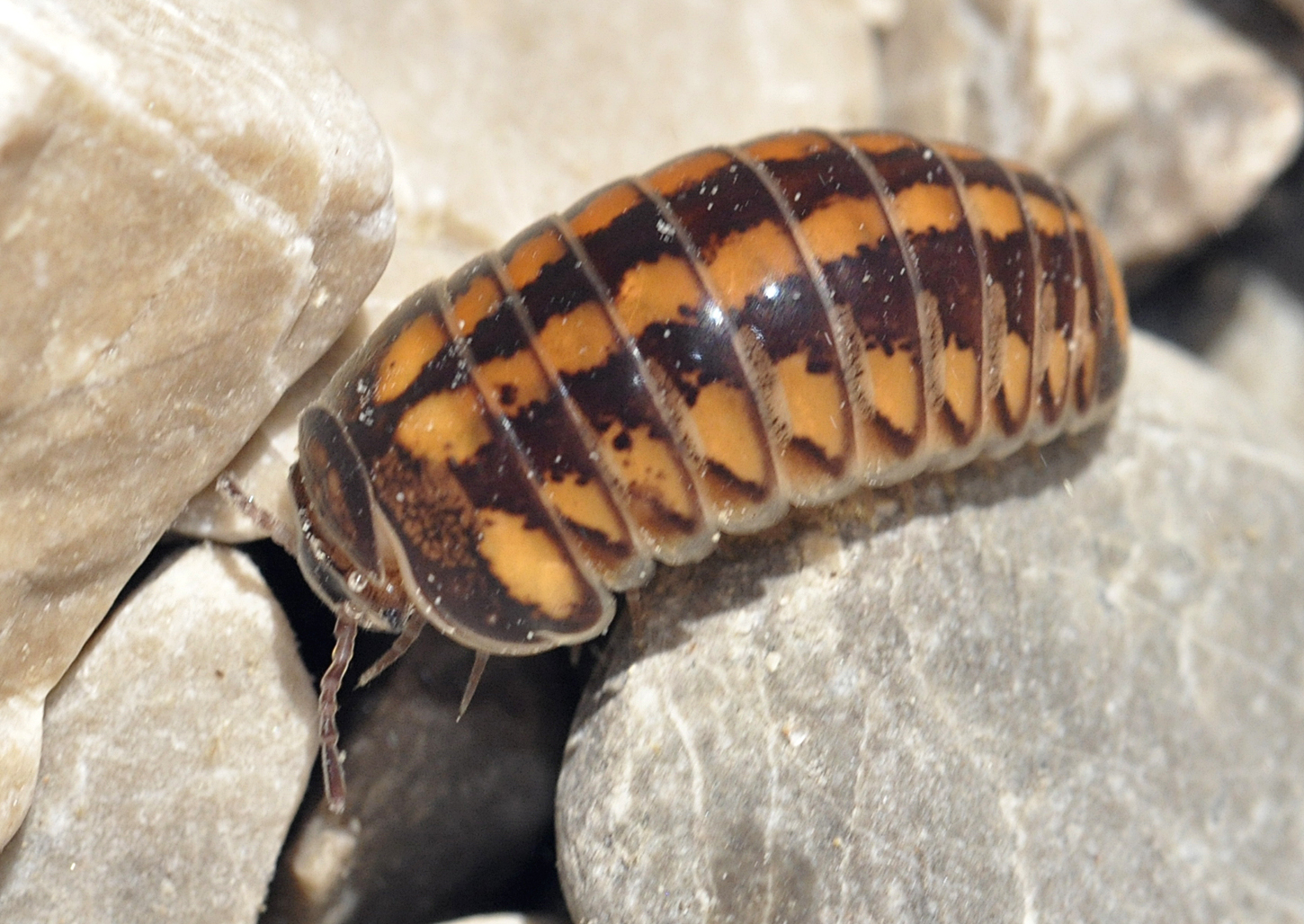
Glomeris connexa, Бавария, длина 10 мм
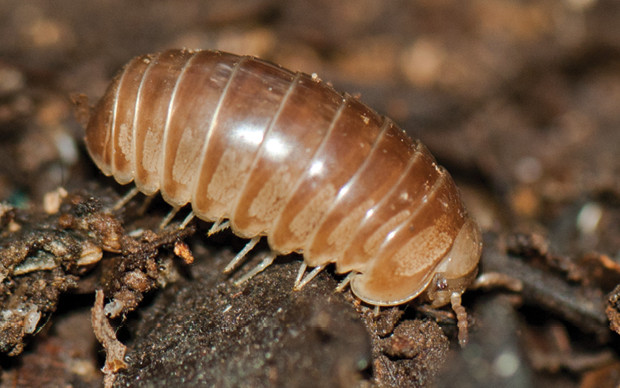
Самка Eupeyerimhoffia archimedis, Италия
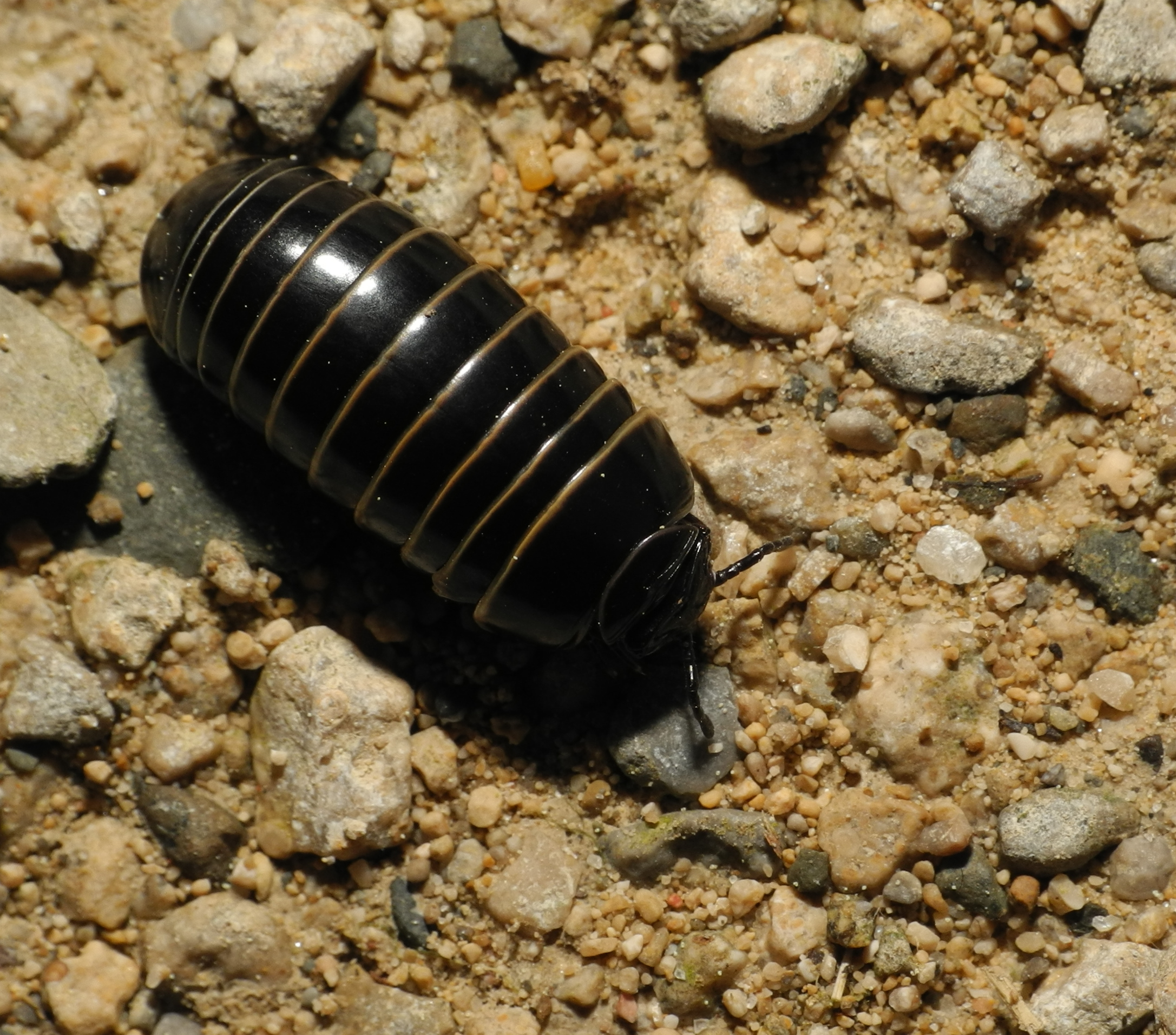
Glomeridae sp., восток Франции
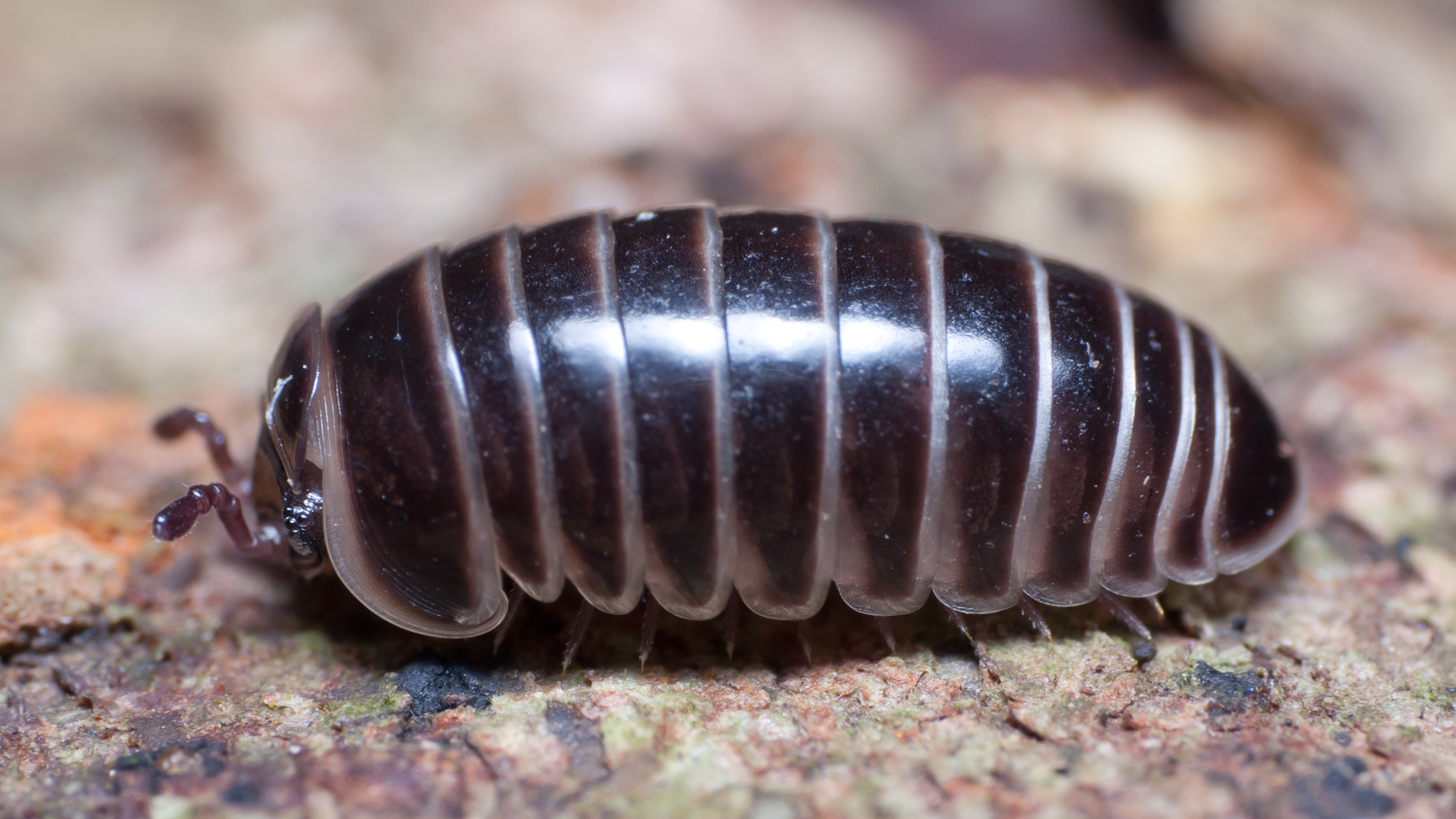
Glomeridae sp.
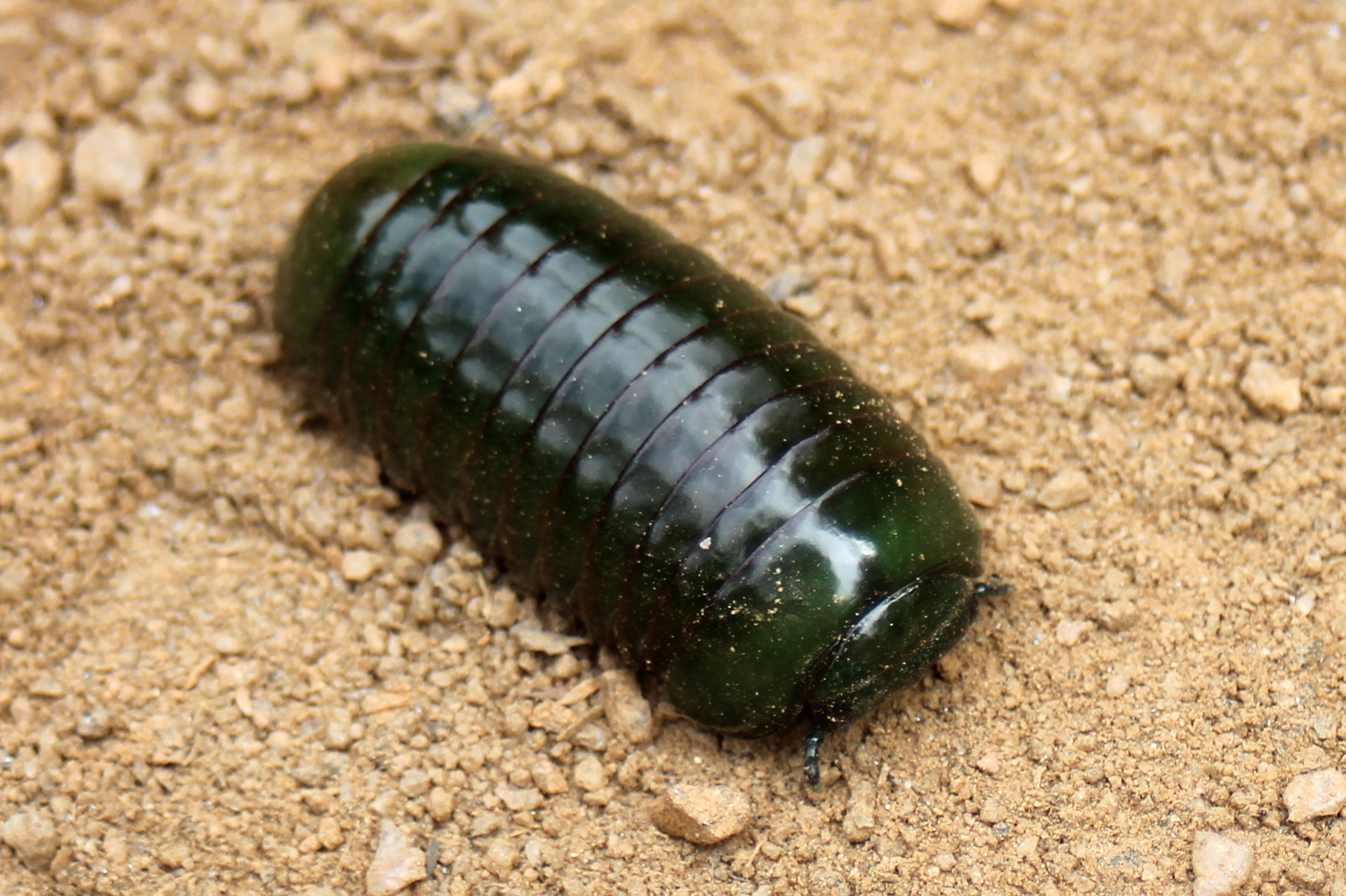
Glomeridae sp., Мадагаскар
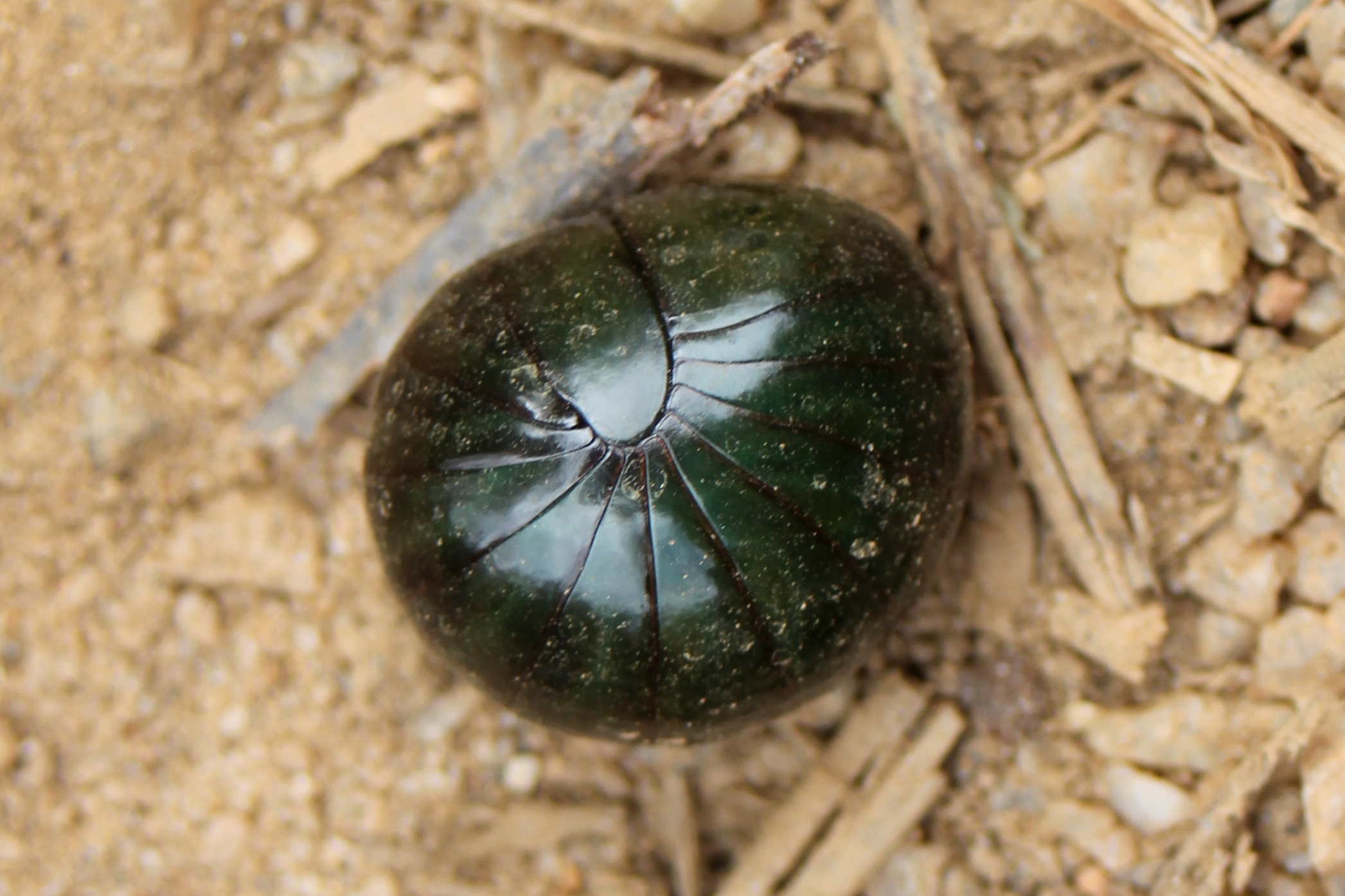
Glomeridae sp., Мадагаскар
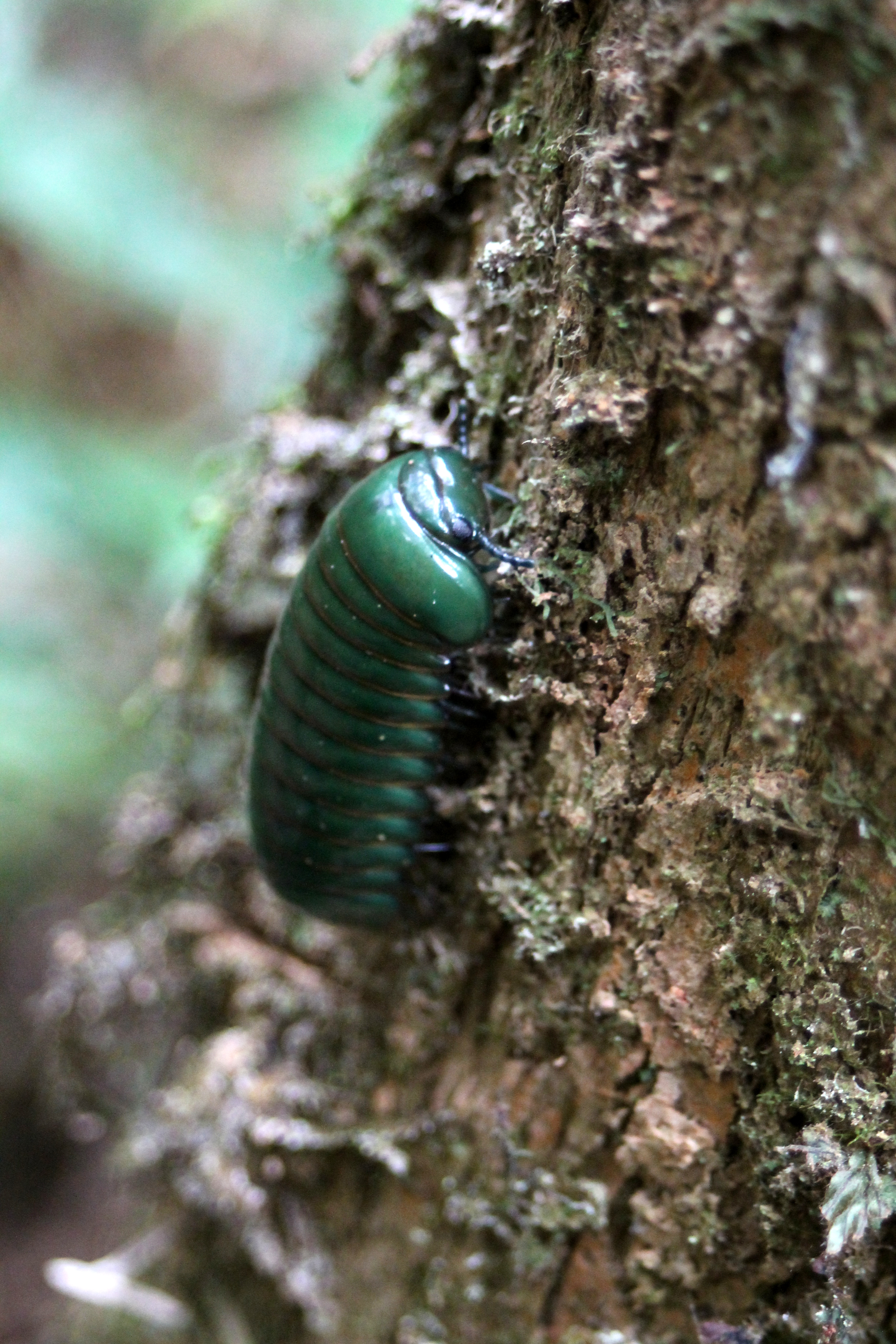
Glomeridae sp., Мадагаскар
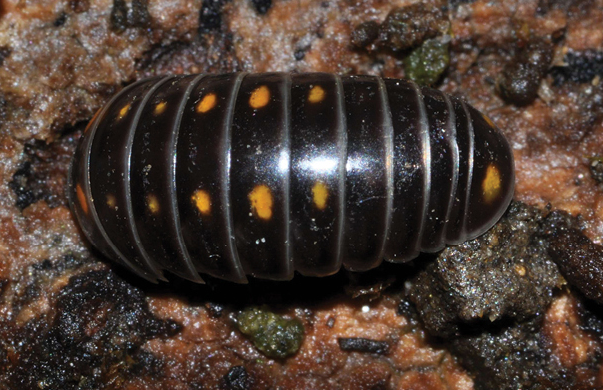
Glomeris pustulata, Бавария
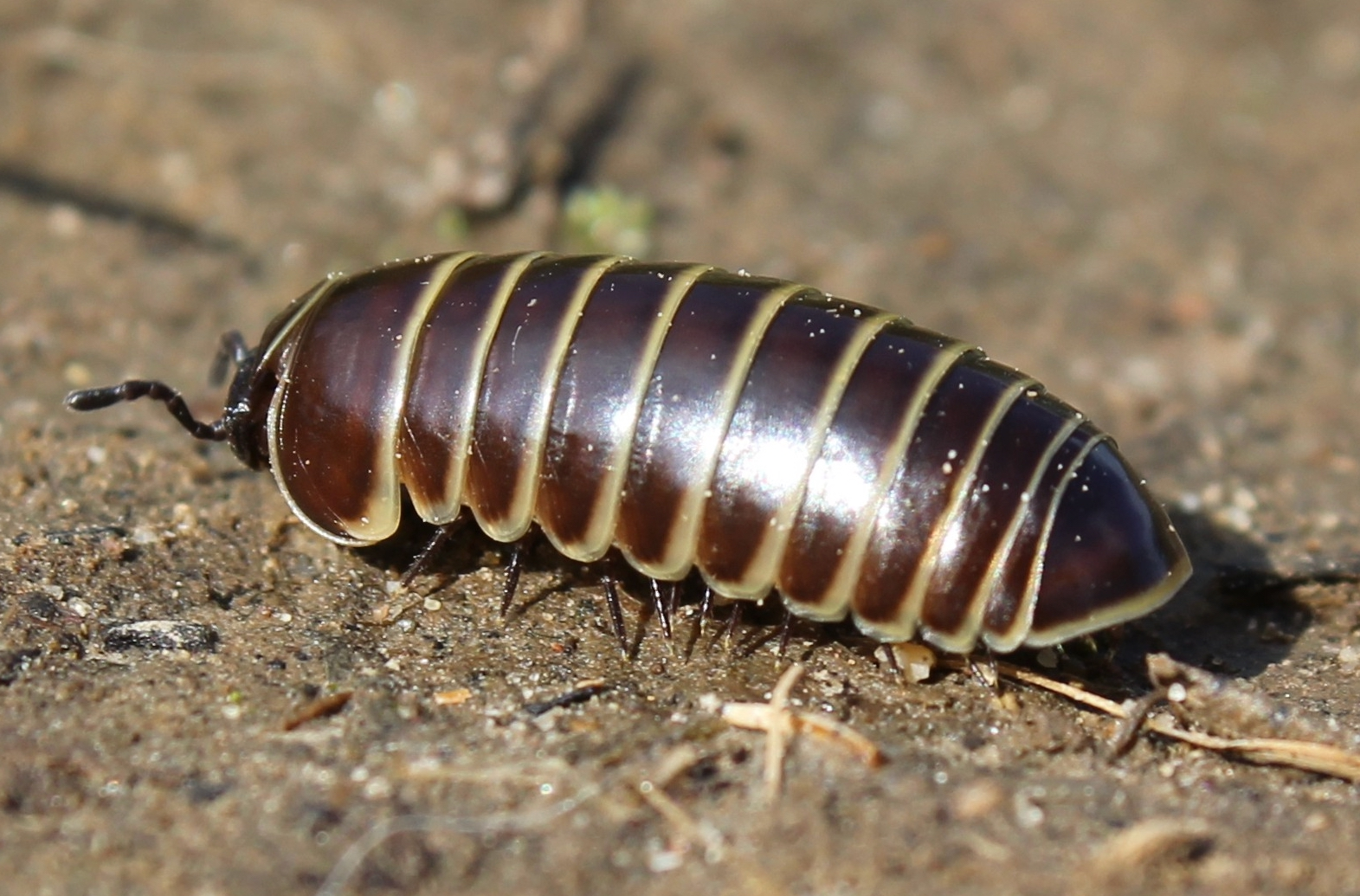
Клубовидка каемчатая (Glomeris marginata), Британские острова